# NGC 7703
NGC 7703 este o galaxie situată în constelația Pegas. A fost descoperită în 7 octombrie 1825 de către John Herschel. Se află la o distanță de 53,61 de megaparseci de Pământ.